# Antonia Moraiti
Antonia Moraiti (in greco Αντωνία Μωραϊτη?; 2 maggio 1977) è una pallanuotista greca, vincitrice di una medaglia d'argento ai giochi olimpici di Atene 2004.